# Allauch
Allauch (Prononciation /a.lo/) est une commune française située dans  la banlieue est de Marseille, dans le département des Bouches-du-Rhône, en Provence.

## Géographie

### Situation
Allauch est un chef-lieu de canton des Bouches-du-Rhône. Elle fait partie de la Métropole d'Aix-Marseille-Provence.
La commune comptait 19 521 habitants lors du recensement de 2010.
Elle est distante de 12 km du centre de Marseille, 35 km d'Aix-en-Provence.
|                | Cadolive, Saint-Savournin et Mimet | Peypin     |
| Plan-de-Cuques | Allauch                            | Roquevaire |
| Marseille      |                                    | Aubagne    |

Les communes limitrophes sont Aubagne, Cadolive, Mimet, Peypin, Plan-de-Cuques, Roquevaire, Marseille et Saint-Savournin.

#### Relief

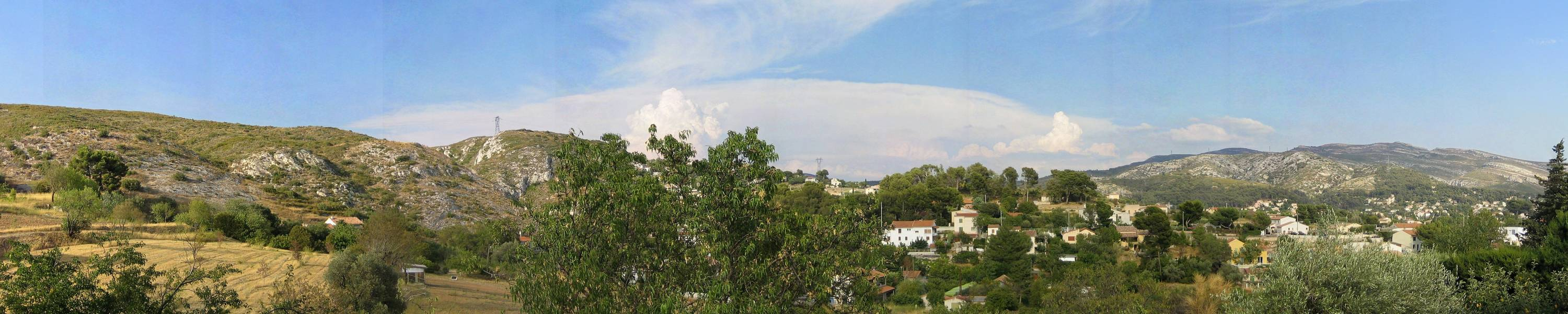
Vue panoramique d'Allauch.

### Hydrographie
Le Jarret est la principale rivière d'Allauch, elle fut longtemps l'une des seules sources d'approvisionnement d'eau de Marseille avec l'Huveaune.
Sur la commune passent aussi deux canaux : le canal de Provence et le canal de Marseille, tous deux construits pour alimenter de nombreuses communes en eau potable, principalement Marseille, et pour l'irrigation.

### Climat
Pour des articles plus généraux, voir Climat de Provence-Alpes-Côte d'Azur et Climat des Bouches-du-Rhône.
En 2010, le climat de la commune est de type climat méditerranéen franc, selon une étude du Centre national de la recherche scientifique s'appuyant sur une série de données couvrant la période 1971-2000. En 2020, Météo-France publie une typologie des climats de la France métropolitaine dans laquelle la commune est exposée à un climat méditerranéen et est dans la région climatique Provence, Languedoc-Roussillon, caractérisée par une pluviométrie faible en été, un très bon ensoleillement (2 600 h/an), un été chaud (21,5 °C), un air très sec en été, sec en toutes saisons, des vents forts (fréquence de 40 à 50 % de vents > 5 m/s) et peu de brouillards.
Pour la période 1971-2000, la température annuelle moyenne est de 14,1 °C, avec une amplitude thermique annuelle de 15,4 °C. Le cumul annuel moyen de précipitations est de 545 mm, avec 5 jours de précipitations en janvier et 1,5 jours en juillet. Pour la période 1991-2020, la température moyenne annuelle observée sur la station météorologique de Météo-France la plus proche, « Aubagne », sur la commune d'Aubagne à 9 km à vol d'oiseau, est de 15,1 °C et le cumul annuel moyen de précipitations est de 647,8 mm. 
La température maximale relevée sur cette station est de 40,9 °C, atteinte le 5 août 2017 ; la température minimale est de −11,1 °C, atteinte le 12 février 2012,,.
| Mois                                  | jan.          | fév.           | mars          | avril         | mai           | juin          | jui.          | août           | sep.           | oct.            | nov.            | déc.          | année      |
| ------------------------------------- | ------------- | -------------- | ------------- | ------------- | ------------- | ------------- | ------------- | -------------- | -------------- | --------------- | --------------- | ------------- | ---------- |
| Température minimale moyenne (°C)     | 2,4           | 2              | 4,4           | 7             | 10,6          | 14,2          | 16,5          | 16,5           | 13,3           | 10,4            | 6,1             | 3,2           | 8,9        |
| Température moyenne (°C)              | 7,6           | 7,9            | 10,7          | 13,3          | 17,3          | 21,3          | 23,9          | 23,9           | 19,9           | 16,1            | 11,3            | 8,3           | 15,1       |
| Température maximale moyenne (°C)     | 12,9          | 13,7           | 17            | 19,6          | 24            | 28,5          | 31,3          | 31,3           | 26,5           | 21,8            | 16,4            | 13,4          | 21,4       |
| Record de froid (°C) date du record   | −7,7 07.01.02 | −11,1 12.02.12 | −7,6 02.03.05 | −3,7 08.04.21 | 1,3 07.05.19  | 5,5 03.06.06  | 7,2 17.07.00  | 8,9 24.08.1988 | 4,3 29.09.1993 | −3,3 30.10.1997 | −7,7 23.11.1998 | −8,8 30.12.05 | −11,1 2012 |
| Record de chaleur (°C) date du record | 21,7 28.01.02 | 23,6 24.02.20  | 25,7 24.03.01 | 29 28.04.05   | 34,9 27.05.22 | 40,2 28.06.19 | 40,2 23.07.03 | 40,9 05.08.17  | 36 04.09.23    | 31,5 02.10.1997 | 25,2 01.11.22   | 22,4 30.12.21 | 40,9 2017  |
| Précipitations (mm)                   | 68,9          | 39             | 37,3          | 59,4          | 45            | 30            | 11,1          | 24,7           | 77,6           | 93,6            | 94,8            | 66,4          | 647,8      |

| Diagramme climatique                                  |         |           |           |          |            |              |              |              |              |             |             |
| J                                                     | F       | M         | A         | M        | J          | J            | A            | S            | O            | N           | D           |
| 12,92,468,9                                           | 13,7239 | 174,437,3 | 19,6759,4 | 2410,645 | 28,514,230 | 31,316,511,1 | 31,316,524,7 | 26,513,377,6 | 21,810,493,6 | 16,46,194,8 | 13,43,266,4 |
| Moyennes : • Temp. maxi et mini °C • Précipitation mm |         |           |           |          |            |              |              |              |              |             |             |

Les paramètres climatiques de la commune ont été estimés pour le milieu du siècle (2041-2070) selon différents scénarios d'émission de gaz à effet de serre à partir des nouvelles projections climatiques de référence DRIAS-2020. Ils sont consultables sur un site dédié publié par Météo-France en novembre 2022.

## Urbanisme

### Typologie
Au 1er janvier 2024, Allauch est catégorisée grand centre urbain, selon la nouvelle grille communale de densité à 7 niveaux définie par l'Insee en 2022.
Elle appartient à l'unité urbaine de Marseille-Aix-en-Provence, une agglomération inter-départementale dont elle est une commune de la banlieue,. Par ailleurs la commune fait partie de l'aire d'attraction de Marseille - Aix-en-Provence, dont elle est une commune du pôle principal,. Cette aire, qui regroupe 115 communes, est catégorisée dans les aires de 700 000 habitants ou plus (hors Paris),.

### Occupation des sols
L'occupation des sols de la commune, telle qu'elle ressort de la base de données européenne d’occupation biophysique des sols Corine Land Cover (CLC), est marquée par l'importance des forêts et milieux semi-naturels (76,9 % en 2018), en diminution par rapport à 1990 (79 %). La répartition détaillée en 2018 est la suivante : 
milieux à végétation arbustive et/ou herbacée (41,4 %), forêts (26,6 %), zones urbanisées (17,8 %), espaces ouverts, sans ou avec peu de végétation (8,9 %), zones agricoles hétérogènes (4,6 %), espaces verts artificialisés, non agricoles (0,7 %). L'évolution de l’occupation des sols de la commune et de ses infrastructures peut être observée sur les différentes représentations cartographiques du territoire : la carte de Cassini (XVIIIe siècle), la carte d'état-major (1820-1866) et les cartes ou photos aériennes de l'IGN pour la période actuelle (1950 à aujourd'hui).

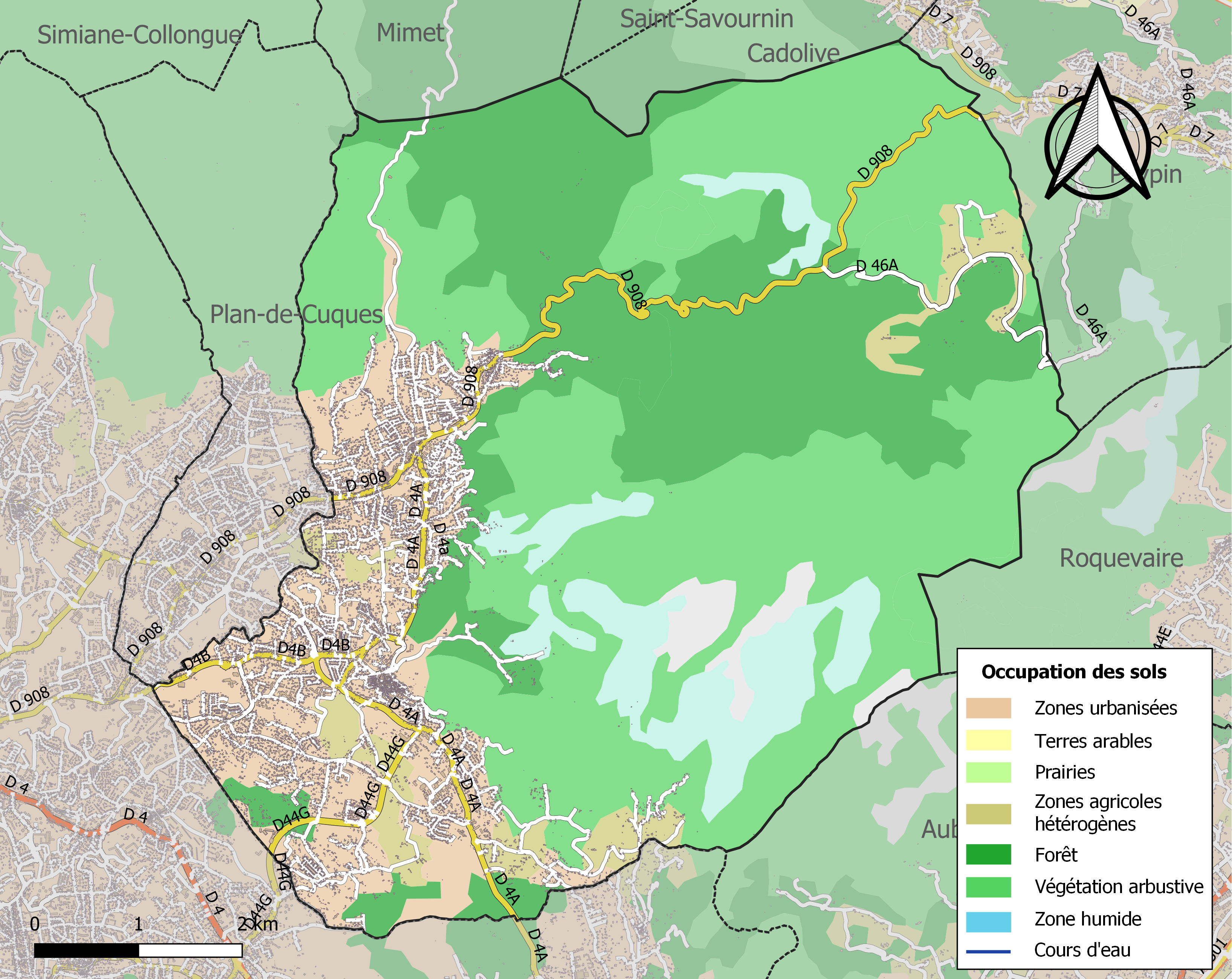
Carte des infrastructures et de l'occupation des sols de la commune en 2018 (CLC).

### Morphologie urbaine
Allauch-Village, le noyau historique de la commune, ne concentre qu'une faible partie des habitants (2 594 habitants en 2006). Les autres quartiers ou noyaux villageois les plus urbanisés sont : le Logis-Neuf (7 224 habitants), La Pounche (3 360 habitants), Fontvieille, Pié d'Autry.
Toutefois, dans la réalité, les pôles urbanisés d'Allauch jouxtent uniquement Marseille et Plan-de-Cuques.
Allauch est séparée du pôle urbanisé de Mimet par le massif de l'Étoile de sorte qu'il faut faire un détour par Peypin pour aller d'Allauch à Cadolive puis Mimet.
Aucune route ne relie directement Allauch-Village à Aubagne et Roquevaire car il en est isolé par les kilomètres de collines à l'état naturel du Garlaban qu'il faut donc contourner.
Tout l'est de la commune est constitué du massif forestier.

### Logement
Chaque année Allauch paie environ 200 000 €  au titre des logements sociaux manquants pour atteindre les 20 % exigés par la loi SRU. Or, d'après la municipalité, les terrains disponibles sont limités : sur les 5 032 ha de la commune, 4 000 ha sont en protection totale de la nature, 500 ha sont déjà urbanisés et le solde est parfois concerné par des risques (inondation, effondrement, incendies, etc.). Enfin, les récentes augmentations de prix des terrains constructibles ont pour conséquence une difficulté croissante à produire du logement social.
Le Conseil municipal a décidé que chaque opération d’ensemble devrait comprendre entre 20 % et 30 % de logements sociaux. Or, premier obstacle, la commune ne possède que peu de terrains dans les zones constructibles aptes à recevoir des logements sociaux (à proximité des écoles, des commerces, des services, des transports en commun, etc. pour éviter de créer des « ghettos »). La valeur de ces terrains est très élevée et la commune doit vendre aux opérateurs sociaux bien en dessous de la valeur réelle. Qui plus est, la commune doit garantir 50 % des emprunts nécessaires et participer financièrement à l'opération parfois jusqu'à 20 000 € par logement. Les procédures sont lentes, il s'écoule facilement 3 ou 4 ans entre le compromis de vente et la livraison du premier logement.
D'après la fondation Abbé-Pierre, sur les 319 logements sociaux que la commune aurait dû construire entre 2002 et 2006, elle n'en a construit ni même financé aucun.
Toutefois, la commune aurait une autre possibilité pour remplir son obligation en se portant acquéreur de logements déjà existants par l'outil de la préemption, pour les transformer en logements sociaux.

### Voies de communication et transports

#### Transports en commun
Lignes de bus RTM
La ligne 63 relie la station de métro Marseille-la Rose aux quartiers de Pie d’Autry, de Saint-Roch, du Logis-Neuf et des Côtes Rôties.
La ligne 64 relie la gare SNCF de Marseille-la Barasse et Plan-de-Cuques-Collège Olympe de Gouges aux quartiers de Fontvieille, de Carlevan et du Pie d’Autry.
La ligne 65 relie à la demande les quartiers d’Allauch Village, des Aubagnens, d’Enco de Pont, de Fontvieille, de Pie d’Autry, de la Pounche et des Tourres.
La ligne 107 relie la station de métro Marseille-la Fourragère aux quartiers d’Enco de Pont, des Embus, de Fontvieille et d’Allauch-Village.
La ligne 142 relie la station de métro Marseille-la Rose aux quartiers du Logis-Neuf, de La Bourdonnière et de La Fève.
La ligne de bus 144 relie la station de métro Marseille-la Rose aux quartiers de La Pounche, de Pie d'Autry, d’Allauch-Village.

#### Sismicité
La région Provence-Alpes-Côte d'Azur comporte des zones à risques sismiques en particulier dans les régions de Nice et d'Aix-en-Provence, toutefois pour Allauch les risques sont négligeables.

## Toponymie
Le nom de la localité est attesté sous la forme Alaugium en 1038 dans le cartulaire de Saint-Victor.
Allauch est spécifié comme étant Villa et pas Castrum, sous la forme Villa Alaudii en 1032 dans une donation faite par Guillaume II, vicomte de Marseille, au monastère féminin des Accoules. Le 18 mai 1141, Allauch est désigné, dans une bulle d'Innocent III, sous la forme territorium de Alaudio, soit « alouette », faisant référence à la « légion de l'alouette » (alauda) qui aurait bivouaqué sur le mont rodinacus lors du siège de Marseille par Jules César[Information douteuse].
Selon Frédéric Mistral, le nom est successivement attesté en latin sous les formes alavium, alaugium, alaudium et allaudium, mot latin désignant ce qui se nomme aujourd'hui en français un alleu. La terminaison finale en -ch qu'on ne retrouve pas dans la dérivation (les habitants du village étant dénommés les allaudiens) ni dans la prononciation viendrait d'une erreur de transcription du nom, le -d final calligraphié grossièrement ayant été confondu avec un -ch[réf. nécessaire]. Cette explication, qui a circulé un peu partout, semble peu vraisemblable. Une erreur d’écriture sur un seul document, suivie d’une erreur de lecture par une personne ne sachant pas qu’il fallait lire un d, ne peut pas avoir provoqué cette modification orthographique. D’autant moins que la philologie du provençal explique parfaitement la présence de ce ch : allaudium > allaudi > allauch de la même manière que podium > podi > poch/puech et medium > medi > mech/miech, sachant que le groupe consonantique di prononcé [dj] se palatalise en ch [tʃ][réf. nécessaire]. Le nom provençal de la commune est Alaug, selon la norme classique et Alau selon la norme mistralienne, prononcé [alˈau] (« alaw ») en API.

### Microtoponymie
- Collet Redon : collet = petite colline et redon = rond (redon est la forme maritime du provençal redoun du latin rotundus)
- St Roch : saint vénéré de façon importante dans la région à la suite de la peste de 1664 en Provence puis celle de 1720. Souvent ici associé à St Raphaël, tous deux sollicités à nouveau pour leur intercession contre le covid en 2020 (mais moins en 2021...)
- Baumes : baume des pestiférés. La baume est une grotte. Les pestiférés sont ceux des grandes pestes (Voir St Roch ci-dessus), probablement écartés comme l'étaient les lépreux
- forêt de la salette : nom récent. Du nom de la chapelle situé sur le site, en commémoration d'une apparition et des pèlerinages sur la commune de Corps, à La Salette, dans le massif des Ecrins. Ce nom s'est alors répandu dans toute la France.
- enco :  provençal encò = chez. Enco de Botte, Enco de Pont, chez Botte, chez Pont, noms de hameaux d'habitat familial. Existe sous la forme réduite cò en marseillais et subsite sous la forme médiévale ca dans Cadolive. Frédéric Mistral Lou Tresor dóu Felibrige.
- embuc : aujourd'hui outil pour nourrir certains animaux (gavage), embouchure. Noter la proximité d'enbuc et enco
- Fontvieille, Fontrouge : font = fontaine. Trois Font en limite de Peypin
- pounche : Pointe en provençal
- Pas du Loup, du Figuier : passage, col, variante perthuis, perthus
- Plan : petite plaine fertile en général
- les Grands Ubacs : ubac = versant nord
- Jas = bergerie

## Histoire
La majeure partie de ce chapitre a été rédigée à partir d'informations issues du musée d'Allauch.

### Préhistoire
Des vestiges de la culture couronnienne ont été mis au jour sur le territoire de la commune. Ils permettent d'établir les dates des premiers peuplement entre -3200 et -2500.
Des objets grecs ou étrusques apparaissent au  VIe siècle, soit un siècle après ceux de la région de Martigues où auraient eu lieu les premiers échanges importants avec ceux qui allaient établir le peuplement grec de la région.

### Légendes
L'un des objets trouvés dans la grotte de la Baume Sourno (grotte obscure) a peut-être servi de cadeau de noce à la jeune Gyptis. L'histoire marseillaise raconte que la cité phocéenne est née de l'union d'un beau marin grec et de la fille du roi Nann, chef d'une tribu ligure vers l'an 600 av. J.-C. Or, les historiens situent à Allauch le chef-lieu d'une peuplade ligure ségobrige. La belle Gyptis pourrait bien être allaudienne, et Marseille fille d'Allauch. Cette hypothèse est remise en cause par les récentes découvertes sur l'oppidum St Blaise de Martigues, et les hypothèses de Jean Chausserie-Laprée.
La légende du siège des Sarrasins a légué un blason à cette commune : au Xe siècle les Maures assiègent le village. Au bord de la famine, les villageois, pour tromper l'ennemi, expédient les vingt pains qui leur restent à bout de lances. Les Sarrasins, découragés, s'imaginent que l'abondance règne derrière les murs. Ils lèvent le camp. C'était la nuit, la lune en était à son dernier quartier, trois étoiles brillaient autour. Ainsi se dessinèrent les armoiries d'Allauch : trois étoiles, un croissant de lune et deux vols d'argent (les pennes des flèches).

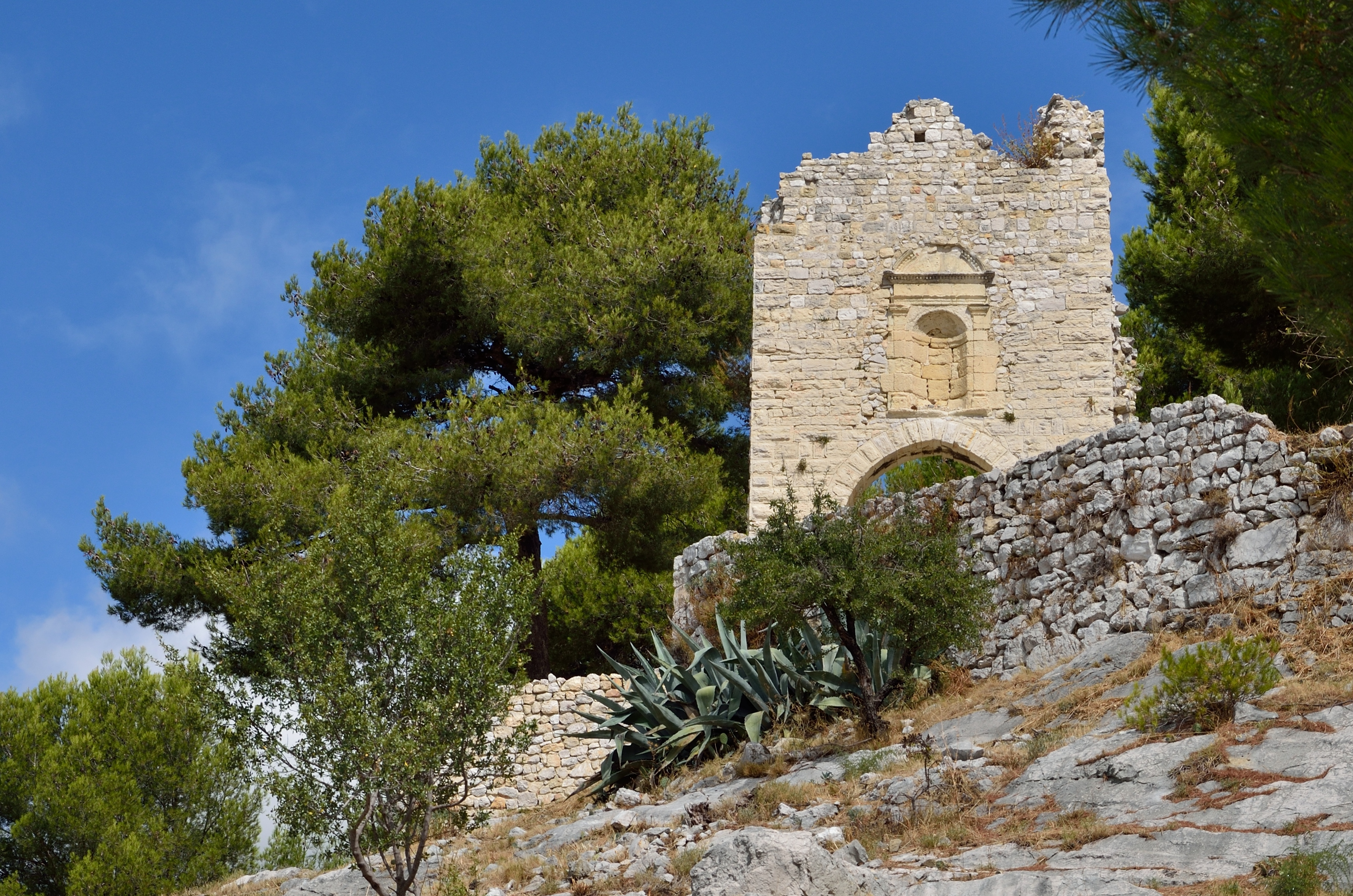
La poterne, vestige du château.

### Moyen Âge
Sous la bienveillance des chanoines de la cathédrale de la Major de Marseille, le château fut construit au XIIe siècle. Il en reste une poterne, quelques remparts et Notre-Dame-du-Château, construite en 1148 qui est, encore aujourd'hui, un lieu de culte et de pèlerinage. Les chanoines demeureront Seigneurs Spirituels et Temporels pendant près de sept siècles jusqu'à la Révolution.

### Révolution française
À la veille de la Révolution française, plus des trois quarts du sol allaudien appartiennent aux paysans qui travaillent, environ 20 % aux nobles et bourgeois et 3 % seulement au clergé.
Peu avant la Révolution, l’agitation monte. Outre les problèmes fiscaux présents depuis plusieurs années, la récolte de 1788 avait été mauvaise et l’hiver 1788-1789 très froid. L’élection des États généraux de 1789 avait été préparée par celles des États de Provence de 1788 et de janvier 1789, ce qui avait contribué à faire ressortir les oppositions politiques de classe et à provoquer une certaine agitation. C’est au moment de la rédaction des cahiers de doléances, fin mars, qu’une vague insurrectionnelle secoue la Provence. Une émeute se produit à Allauch le 24 mars, mais se limite essentiellement à un rassemblement avec des cris et des menaces. Dans un premier temps, la réaction consiste dans le rassemblement d’effectifs de la maréchaussée sur place. Puis des poursuites judiciaires sont diligentées, mais n’aboutissent pas, la prise de la Bastille comme les troubles de la Grande peur provoquant, par mesure d’apaisement, une amnistie début août.

### Époque contemporaine
Tout au long du XIXe siècle, Allauch décline : l'agriculture et l'élevage stagnent comme stagne la production de plâtre et de craie extraits selon des méthodes artisanales.
Par contre, au début du XIXe siècle, lors de la suppression du port franc de Marseille commença à Allauch la contrebande du tabac. Probablement pratiquée au début par quelques-uns seulement, elle devait bientôt se généraliser et devenir, au cours du siècle, la principale industrie d'Allauch, loin devant les carrières de pierre à bâtir, les plâtrières et le gisement de bauxite.
La construction du canal de Marseille amorce un premier redressement : l'eau courante arrive à Allauch en 1888. Puis sont mises en service les lignes de tramway électrique reliant Marseille à Plan-de-Cuques en 1902, et à la Bourdonnière et Allauch via la Pounche en 1908 : c'est la fin de l'isolement et la confirmation d'une nouvelle prospérité à venir.
Le décret du 25 mars 1966 classe Allauch parmi les communes urbaines : de nos jours Allauch se transforme de plus en plus en une commune résidentielle.

## Politique et administration

### Tendances politiques et résultats
Les élections municipales de 2020 signent une rupture après 45 ans de magistrature de Roland Povinelli, sous l’étiquette socialiste puis divers gauche.
Entre les deux tours des élections municipales de 2020, le maire sortant et candidat à sa réélection Roland Povinelli meurt, et sa liste fusionne avec celle de la conseillère sortante d’opposition Monique Robineau-Chailan, ex-LR, constituant une liste sans étiquette
,. Mais c’est la liste emmenée par Lionel de Cala, lui aussi conseiller d’opposition sortant, militant LR, en tête dès le premier tour, qui l’emporte au second tour.

### Administration municipale
Le partage des sièges au sein du Conseil municipal d'Allauch élu en 2020 est :

### Liste des maires
| Période                                  | Période       | Identité             | Étiquette                                                | Qualité                                                                                     |
| ---------------------------------------- | ------------- | -------------------- | -------------------------------------------------------- | ------------------------------------------------------------------------------------------- |
| août 1882                                | mai 1888      | Louis Marie Tratebas |                                                          |                                                                                             |
| mai 1888                                 | juin 1910     | Joseph Chevillon     | Extrême gauche (groupe parlementaire) Groupe boulangiste | Docteur en Médecine.                                                                        |
| juin 1910                                | juin 1915     | Frédéric Chevillon   | Rad.                                                     | Licencié en Lettres.                                                                        |
| juin 1915                                | mai 1929      | Alphonse Honnorat    | AD                                                       | Industriel.                                                                                 |
| mai 1929                                 | décembre 1940 | Louis Brunet         | SFIO                                                     | Docteur en Médecine. Révoqué par le Gouvernement de Vichy                                   |
| février 1941                             | juin 1941     | Charles Saeteli      |                                                          | Cadre supérieur aux Messageries Maritimes.                                                  |
| juin 1941                                | octobre 1944  | Pierre Goreaud       | Rad.                                                     | Directeur de Société Industrielle.                                                          |
| octobre 1944                             | juillet 1967  | Louis Brunet         | SFIO                                                     | Docteur en Médecine.                                                                        |
| juillet 1967                             | mars 1971     | Pierre Audoubert     | SFIO                                                     | Cadre de Banque                                                                             |
| mars 1971                                | octobre 1975  | Jacques Gaillard     | PS                                                       | Docteur en Médecine.                                                                        |
| octobre 1975                             | mai 2020      | Roland Povinelli     | PS                                                       | Cadre Administratif. Conseiller général, sénateur (2008-2014)                               |
| 4 juillet 2020                           | En cours      | Lionel de Cala       | LR                                                       | Chargé de relations, Région Provence-Alpes-Côte d’azur Conseiller départemental depuis 2021 |
| Les données manquantes sont à compléter. |               |                      |                                                          |                                                                                             |

### Divers
Sur les 119 communes du département Allauch arrive au 22e rang pour la cherté de la taxe d'habitation (19,71 % taux communal 2007)  et au 6e rang pour celle de la taxe foncière (33,24 % taux communal 2007).
Lors du vote indicatif pour ou contre l'adhésion à la communauté urbaine Marseille Provence Métropole, la commune d'Allauch avait voté contre craignant ne plus avoir voix au chapitre en ce qui concerne le plan d'occupation des sols.

### Jumelages
Vaterstetten (Allemagne) depuis 1982, ville de Bavière proche de Munich : deux fois par an, le comité de jumelage accueille des hôtes allemands, l'hébergement se fait dans les familles allaudiennes et le séjour est l'occasion de visites de la région et de manifestations où les deux communautés se rencontrent. Chaque année, le dernier samedi d'août se tient la fête de la bière, animée par un orchestre et des danseurs bavarois. La fête de la Saint Nicolas s'adresse aux plus jeunes. En juillet, un séjour est organisé à Vaterstetten pour les Allaudiens et, au marché de Noël de la ville, on vend des produits provençaux.
 Vico Equense (Italie) depuis 2004 proche de Naples : tout au long de l’année, l'association Bella Italia organise des manifestations pour la communauté italienne d'Allauch.
 Armavir (Arménie) depuis 2005 : l'association AZAD regroupe  une partie importante de la communauté arménienne d’Allauch. Son objectif est de promouvoir la culture arménienne, de maintenir le patrimoine culturel arménien et d’organiser des conférences et des expositions visant à faire connaître l’Arménie.
 Tzoran-Kadima (Israël) depuis 2013 : également appelée Kadima Zoran, cette ville est située en Israël, à 15 km de Netanya et à 35 km de Tel-Aviv. Kadima Zoran compte 19 000 habitants. La commune vit principalement de l'exportation de produits agricoles comme les fraises, les oranges, les olives ou des légumes. Proposant un large éventail de manifestations, pour tous les âges, le centre culturel constitue le cœur de la vie sociale. À partir de Kadima Zoran, des excursions permettent de découvrir une région chargée d'histoire. Le comité de jumelage « Allauch Kadima Zoran » est chargé d'établir des relations entre les familles, des échanges culturels, scolaires, sportifs.

## Population et société

### Démographie

#### Évolution démographique
L'évolution du nombre d'habitants est connue à travers les recensements de la population effectués dans la commune depuis 1793. Pour les communes de plus de 10 000 habitants les recensements ont lieu chaque année à la suite d'une enquête par sondage auprès d'un échantillon d'adresses représentant 8 % de leurs logements, contrairement aux autres communes qui ont un recensement réel tous les cinq ans,.

En 2022, la commune comptait 21 404 habitants, en évolution de +0,83 % par rapport à 2016 (Bouches-du-Rhône : +2,48 %, France hors Mayotte : +2,11 %).
| 1793  | 1800  | 1806  | 1821  | 1831  | 1836  | 1841  | 1846  | 1851  |
| ----- | ----- | ----- | ----- | ----- | ----- | ----- | ----- | ----- |
| 3 263 | 4 264 | 4 381 | 3 743 | 3 711 | 3 869 | 3 669 | 3 703 | 3 688 |

| 1856  | 1861  | 1866  | 1872  | 1876  | 1881  | 1886  | 1891  | 1896  |
| ----- | ----- | ----- | ----- | ----- | ----- | ----- | ----- | ----- |
| 3 603 | 3 644 | 3 629 | 3 258 | 3 104 | 2 884 | 2 726 | 3 073 | 3 220 |

| 1901  | 1906  | 1911  | 1921  | 1926  | 1931  | 1936  | 1946  | 1954  |
| ----- | ----- | ----- | ----- | ----- | ----- | ----- | ----- | ----- |
| 3 245 | 3 337 | 3 585 | 4 462 | 6 029 | 7 799 | 8 351 | 7 148 | 8 406 |

| 1962  | 1968   | 1975   | 1982   | 1990   | 1999   | 2006   | 2011   | 2016   |
| ----- | ------ | ------ | ------ | ------ | ------ | ------ | ------ | ------ |
| 8 528 | 10 013 | 11 149 | 13 519 | 16 092 | 18 913 | 19 057 | 20 243 | 21 228 |

| 2021   | 2022   | - | - | - | - | - | - | - |
| ------ | ------ | - | - | - | - | - | - | - |
| 21 490 | 21 404 | - | - | - | - | - | - | - |

#### Pyramide des âges
En 2018, le taux de personnes d'un âge inférieur à 30 ans s'élève à 30,1 %, soit en dessous de la moyenne départementale (35,3 %). À l'inverse, le taux de personnes d'âge supérieur à 60 ans est de 30,4 % la même année, alors qu'il est de 26,3 % au niveau départemental.
En 2018, la commune comptait 10 091 hommes pour 10 769 femmes, soit un taux de 51,63 % de femmes, légèrement inférieur au taux départemental (52,24 %).
Les pyramides des âges de la commune et du département s'établissent comme suit.
| Hommes | Classe d’âge | Femmes |
| ------ | ------------ | ------ |
| 1,0    | 90 ou +      | 2,1    |
| 8,0    | 75-89 ans    | 10,4   |
| 19,8   | 60-74 ans    | 19,4   |
| 22,1   | 45-59 ans    | 22,5   |
| 17,1   | 30-44 ans    | 17,4   |
| 14,7   | 15-29 ans    | 13,3   |
| 17,3   | 0-14 ans     | 14,9   |

| Hommes | Classe d’âge | Femmes |
| ------ | ------------ | ------ |
| 0,8    | 90 ou +      | 1,9    |
| 7,6    | 75-89 ans    | 9,8    |
| 16,2   | 60-74 ans    | 17,2   |
| 19,7   | 45-59 ans    | 19,5   |
| 18,8   | 30-44 ans    | 18,6   |
| 18,4   | 15-29 ans    | 16,9   |
| 18,6   | 0-14 ans     | 16,1   |

### Enseignement
Selon la ville d'Allauch, 1 920 élèves étudient dans 71 classes et 6 établissements scolaires.
Depuis 1994, Allauch dispose d'un collège fréquenté par 950 élèves. Un ordinateur portable avec connexion internet est prêté par le Conseil général à chaque élève de quatrième et de troisième. Un système de mise en ligne des notes obtenues par les collégiens permet une communication entre parents, enseignants et élèves et une simplification du travail administratif.
En 2019, un nouveau lycée ouvre ses portes. Il est officiellement baptisé Monte-Cristo. Il a été inauguré le vendredi 21 mai 2021. Il a accueilli les premiers élèves en septembre 2019. Il doit accueillir des élèves venant d’Allauch, de Plan-de-Cuques et d'une partie des 11e et 12e arrondissements de Marseille.

### Sécurité
Allauch fait partie de la circonscription de sécurité publique de Marseille qui se classe au 13e rang en ce qui concerne le taux de criminalité des quelque 400 circonscriptions métropolitaines de sécurité publique. Aucun détail concernant la délinquance dans la commune même d'Allauch n'est donc fourni.
Depuis le mois d'octobre 2013, le commissariat est dirigé par le commandant de police Noël Sinibaldi.

### Manifestations culturelles et festivités
Tout au long de l'année, de nombreuses manifestations rythment la vie de la commune ; fêtes traditionnelles provençales (le feu de la Saint-Jean clôt une semaine de festivités, lors de la Saint-Clair, six cochons sont rôtis à la broche toute la nuit et vendus à la criée, fête de la Saint-Laurent avec défilé en costumes traditionnels), foires et marchés à thème (Univers de Marcel Pagnol, les vieux métiers de Provence tels que pêcheurs ou bergers, foire aux vins et aux produits du terroir, savons de Marseille), expositions de peinture ou de photos.
Lors de la nuit de Noël, avant la messe de minuit et sa crèche vivante provençale, se déroule la descente des bergers au son des fifres, tambourins, clochettes et bêlements.
Les Estivales d’Allauch constituent un programme diversifié original et accessible à tous. Elles se déroulent dans les sites majestueux de la Bastide de Fontvieille pour les concerts de musique classique, les spectacles intimistes, etc., et au théâtre de Nature pour les manifestations plus importantes telles que les ballets, les pièces de théâtre ou les comédies musicales. Elles permettent au public de découvrir des artistes ou metteurs en scène talentueux, connus ou inconnus, locaux ou nationaux.
Deux manifestations importantes, organisées par le Syndicat d'initiative : la crèche en lumière noire de Gilbert Orsini en décembre et janvier de chaque année, et la Biennale d'Art Contemporain.

### Activités culturelles et sportives
La commune gère des installations sportives servant aux sports d'équipe, gymnastique, natation, judo, tennis, triathlon, pentathlon moderne, taekwondo, kick boxing.
Dans la journée lors de « Sport-été », les 12-17 ans peuvent s’initier à de nouvelles pratiques sportives parfois inhabituelles telles que l’accro-branche, le net goal ou le futsal.
Chaque année se déroule la course pédestre « La Ronde d'Allauch », le Cyclo-Cross, le Traïl du Canton Vert.
Allauch dispose par ailleurs d'un parcours de golf de 13 trous.

### Santé
Le Centre hospitalier d’Allauch est un établissement public de santé de 280 lits et places dont 30 lits en unités de soins Alzheimer, 25 lits en maison de retraite, 79 places en soins infirmiers à domicile pour personnes âgées et handicapées.
Le Centre hospitalier d’Allauch dispose d’un budget global de 17 millions d’euros et de plus de 310 employés.
75 % des patients ont plus de 75 ans à leur entrée à l’hôpital d’Allauch.

### Personnalités liées à la commune
- Frédéric Chevillon (1879 -1915), maire d'Allauch et député, engagé volontaire en 1914, il est le cinquième parlementaire Mort pour la France durant la Première Guerre mondiale, son sacrifice a réhabilité la réputation des combattants méridionaux, un monument à sa mémoire a été érigé à Marseille, plusieurs villes des Bouches-du-Rhône ont donné son nom à une voie.
- Thyde Monnier (1887 - 1967), écrivain provençal (La Rue courte, Nans le berger).
- Marcel Pagnol (1895 - 1974), écrivain et cinéaste. Enfant, il passa ses vacances à la Bastide Neuve, dans le quartier des Bellons, lequel, contrairement à une idée répandue, est sur la commune d'Allauch[51]. Dans ses Souvenirs d'enfance, il situe nombre de ses aventures dans les collines d'Allauch : la « grotte de Grosibou », la Baume Sourne, les Escaouprés, etc. Plus tard, il fera vivre Manon des sources dans ces mêmes collines. Enfin, il tourna des scènes de son film Angèle dans le vieux village (la terrasse du Petit-Goûter, la rue Frédéric-Chevillon) et d'autres dans les collines d'Allauch (les Gours, le Jas de Batisto).
- René Camoin (1932 - 2012), acteur, premier prix de comédie du conservatoire de Paris, sociétaire de la Comédie Française, né à Allauch.
- C'est aussi dans cette ville que Marcel Pagnol rencontrera son ami d'enfance, Baptistin Joseph David Magnan (Lilli des Bellons), mort pour la France durant la Première Guerre mondiale.
- Marina Kaye (1998 -), chanteuse française.

### Héraldique
| Armes d'Allauch | Les armes peuvent se blasonner ainsi : D'azur au croissant renversé d'argent, accompagné en pointe de trois étoiles du même et en chef de deux vols accostés. |

## Économie

### Chiffres-clé
Comme le montre le tableau suivant, les habitants sont en moyenne plus aisés, plus éduqués et plus qualifiés que la moyenne nationale.
L'immobilier est relativement cher ; les maisons individuelles sont largement plus nombreuses que les habitats collectifs ; le pourcentage de propriétaires est très supérieur à la moyenne nationale ; le pourcentage de personnes vivant seules est très inférieur à la moyenne nationale.
|                                   | Commune Allauch | France entière |
| --------------------------------- | --------------- | -------------- |
| % Résidences principales          | 94,8 %          | 83 %           |
| % Maisons individuelles           | 82 %            | 56,8 %         |
| % Propriétaires                   | 76,1 %          | 55,3 %         |
| % Ménages de 1 personne           | 17,6 %          | 31 %           |
| % Ménages de 3 personnes ou plus  | 51,7 %          | 37,9 %         |
| % Ménages sans voiture            | 9,9 %           | 20,9 %         |
| % Ménages avec 1 voiture          | 41,6 %          | 48,8 %         |
| % Ménages avec 2 voitures ou plus | 48,5 %          | 30,3 %         |
| % Sans diplômes 15 ans et plus    | 13,5 %          | 20 %           |
| % niveau BAC+2 et supérieur       | 20,6 %          | 17,6 %         |
| % cadres                          | 17 %            | 12,1 %         |
| % professions intermédiaires      | 29,8 %          | 22,1 %         |
| % employés                        | 29,7 %          | 29,9 %         |
| % ouvriers                        | 13,7 %          | 27,1 %         |
| Taux de chômage (1999)            | 11,3 %          | 12,9 %         |
| Revenu moyen par ménage (2004)    | 21 537 €        | 15 027 €       |
| % Prix moyen appartements (2006)  | 3 155,05 €/m2   |                |
| % Prix moyen maisons (2006)       | 4 179 €/m2      |                |

source : l'internaute sauf exception signalée éléments d'après le recensement 1999

### Économie et tourisme
En 1999, sur les 7 592 Allaudiens ayant un emploi, 1 583 travaillaient dans la commune, 5 717 dans une autre commune de l'agglomération Aix-Marseille, 156 dans une autre commune du département.
Sur les 3 032 emplois allaudiens, 1 449 sont occupés par des travailleurs habitant hors de la commune.
En ce qui concerne les salariés dans la commune, 19,8 % des hommes et 37,1 % des femmes travaillant à temps complet étaient titulaires de la fonction publique en 1999 (ces taux étaient respectivement de 14,3 % et 16,5 % pour la commune voisine de Plan-de-Cuques) ; toutefois cela reflète semble-t-il davantage le manque d'emplois privés dans la commune qu'une création excessive de postes de fonctionnaires.
Le parc d'activités de Fontvieille créé en 1981 est le cœur de la vie économique de la commune.
Le critère d'implantation acceptable par le conseil municipal est basé sur le respect du cadre de vie par l'installation d'activités ne créant pas de nuisances, ni de pollution.
Les activités principales se situent autour de deux pôles : agro-alimentaire (nougats, cafés), petite industrie de pointe.
À proximité de la zone, le laboratoire Laphal, groupe pharmaceutique de renommée internationale, procure plus de 130 emplois sur la commune. Il a attiré de nombreuses entreprises ayant une activité complémentaire (Irex, IPP Pharma).
Allauch compte une centaine de commerces, répartis sur les trois pôles urbains principaux : le Village, Le Logis-Neuf et la Pounche : alimentaire, hygiène et santé, équipement de la maison, bars, restaurants et services. Une galerie marchande a ouvert récemment à Fontvieille.
L'artisanat d'art y a aussi sa place en particulier lors du marché de Noël : ferronnerie, poterie, verrerie, tissu et santons.
Allauch compte deux gîtes de France, 9 meublés de tourisme, 1 hôtel 3 étoiles, 1 hôtel 2 étoiles, 2 hôtels 1 étoile, une chambre d'hôte ainsi qu'une résidence hôtelière. Il n'existe pas de camping municipal.

### Produits locaux
Les artisans de cette commune élaborent une multitude de produits provençaux comme le nougat noir ou blanc, les casse-dents (biscuit très dur), les suce-miel modifiés en chiques depuis une centaine d'années.
Une famille, reconvertie dans l'agriculture, produit différents fromages de chèvre de lait cru frais ou affinés.
Une autre famille, détenant l'entreprise Provence Chips depuis 1976, produit dans la Zone d'Activité de Fontvieille la marque "La Chips d'Allauch" et propose différentes variétés de chips.
En janvier lors de la fête à la gastronomie, une cinquantaine d'artisans et d'agriculteurs tiennent un marché : on y trouve du miel, huile d'olive, vin AOC côtes de Provence, navettes, tapenade, pompe à l'huile, calissons, caviar d'aubergine...
Allauch est aussi connue pour les santons.

## Culture locale et patrimoine

### Lieux et monuments

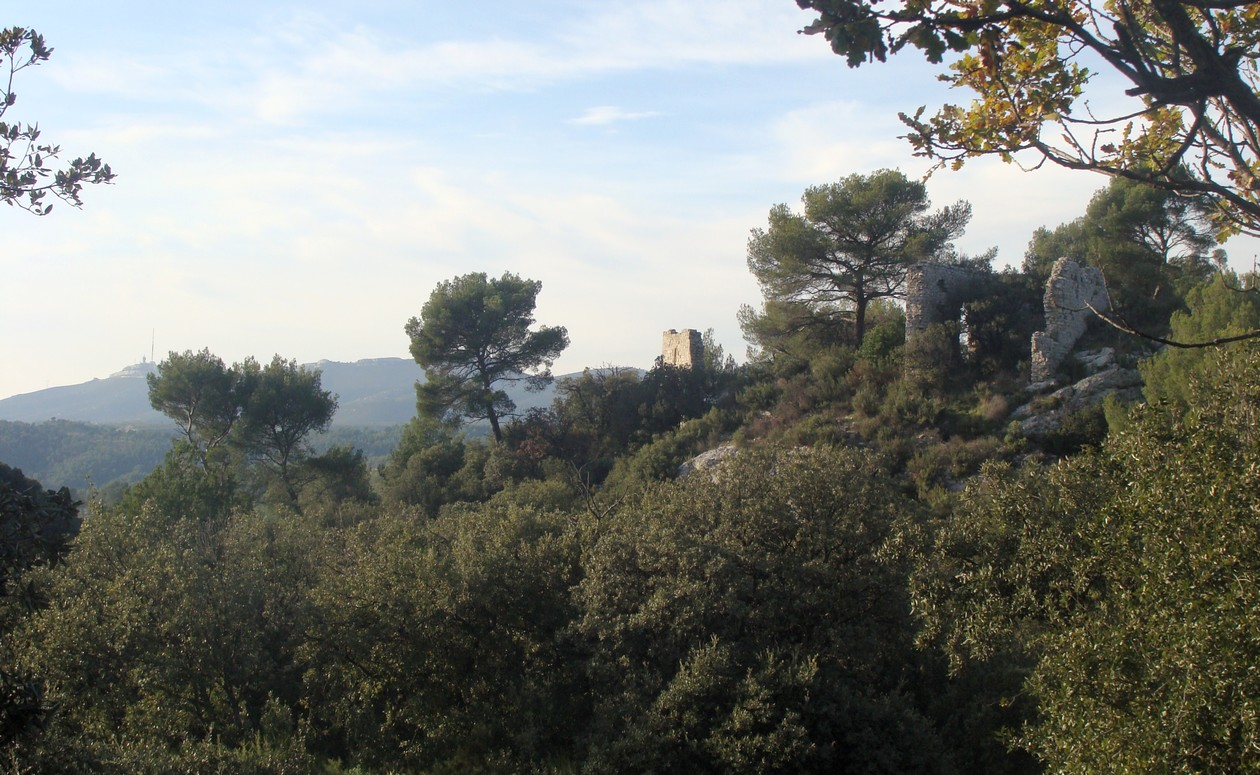
Les ruines du château de Ners, en arrière-plan la chaîne de l'Étoile.

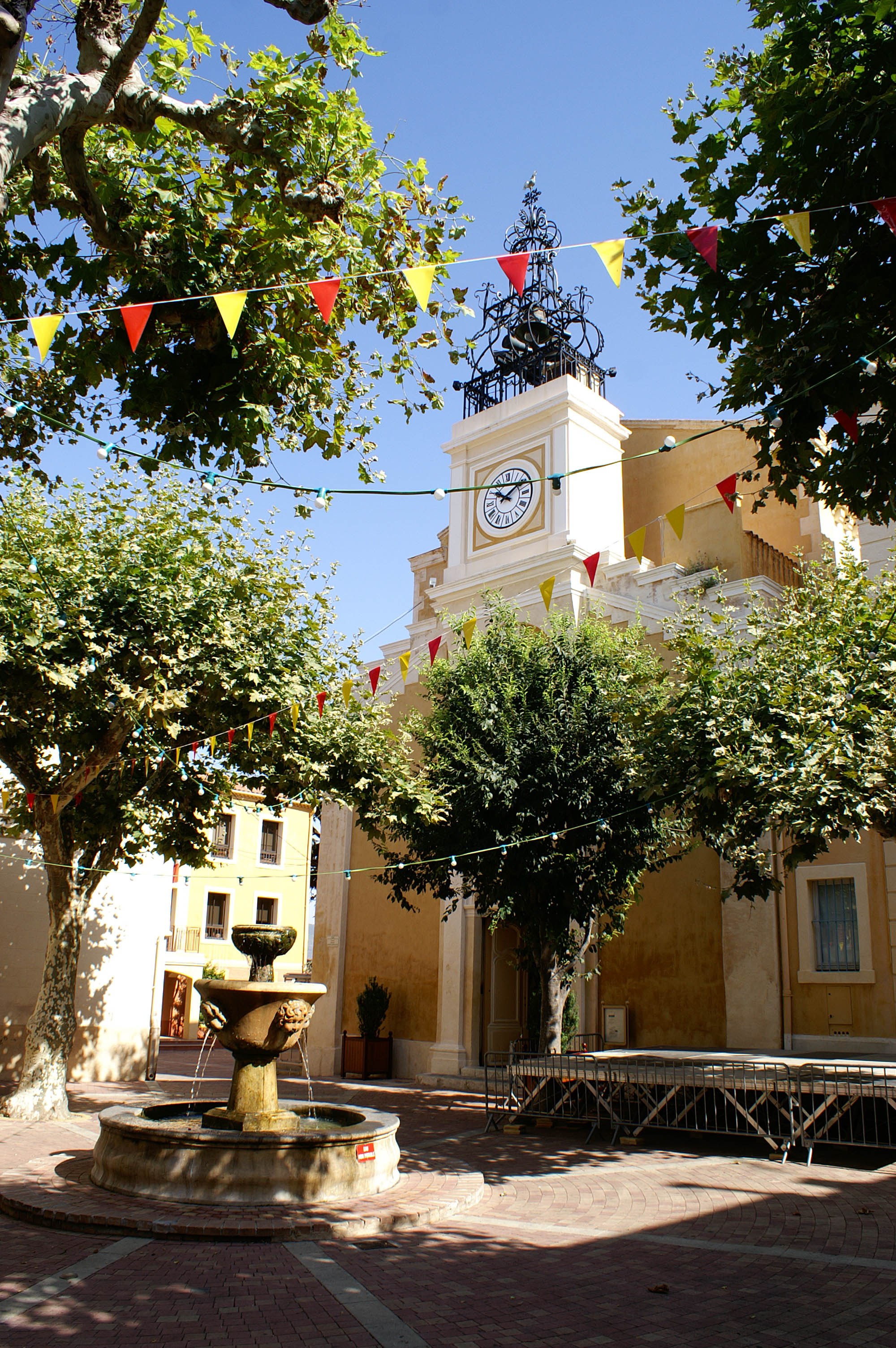
L'église Saint-Sébastien
.

#### Architecture civile
- Château de Fontvieille[56].
- Ruines du château de Ners dans le vallon de Pichauris.
- L'esplanade des moulins : les cinq moulins à vent  se situent à 228 mètres d'altitude. Autrefois situés au cœur du village, ils ont déménagé lorsque la construction de l'église Saint-Sébastien leur a coupé le vent. Le Moulin Ricard a été restauré et est fonctionnel.
- Le Vieux Bassin, ancien réservoir d'eau du XIXe siècle, aujourd'hui salle d'expositions culturelles[57].
- La campagne Vallombert, 495 avenue du Vallon-Vert, bastide du XIXe siècle,  Inscrit MH (2003)[58].

### Lieux de culte
- Église Saint-Sébastien. Construite en 1625, sur l'emplacement d'une chapelle privée des Seigneurs chanoines datant du siècle précédent devenue paroisse en 1568. Le portail et le clocher sont inscrits au titre des monuments historiques en 1983[59].

Dès l'origine, elle fut sous le vocable de saint Sébastien invoqué pour protéger de la peste. La coupole octogonale fut réalisée en 1665, le clocher en tuiles vernissées de style bourguignon, rare dans la région fut édifié en 1685.
Rénovée de 1862 à 1865, elle fut de nouveau restaurée en 2010.
Le maître-autel en marbre, de style baroque, a été construit en 1754. Plusieurs autels et éléments de mobilier sont classés monuments historiques, ainsi que l'orgue construit en 1853 par Hippolyte César Beaucourt, facteur d'orgues à Lyon.
Parmi les tableaux de cette église, citons : d'Adolphe Monticelli : jeune morte emportée par des anges dit aussi :  La délivrance d'une âme du Purgatoire, (1868), offert à la paroisse par la famille Aubanel, à la suite du décès d'une de leurs filles à l'âge de 14 ans. Tableaux de Michel Serre, Barthélemy Chasse et Joseph Coste.
Les onze vitraux furent réalisés en 1969, par Pascal Barlier dont un représente les premiers pas de l'homme sur la Lune le 21 juillet 1969.
- Église Saint-Laurent de la Bourdonnière[62].
- Chapelle Notre-Dame-du-Château[63] et son orgue de tribune[64],[65].
- Synagogue du Logis-Neuf[66].
- Église réformée évangélique[67].

### Musée
Musée d'Allauch, des symboles et du sacré.

### Patrimoine naturel
Le massif du Garlaban, aussi appelé les collines de Marcel Pagnol.